# Kurt Lehmann (Fußballspieler, 1916)
Kurt Lehmann (* 25. August 1916; † unbekannt) war ein deutscher Fußballspieler, welcher in der Saison 1949/50 in der DDR-Oberliga die Vizemeisterschaft mit der SG Dresden-Friedrichstadt erringen konnte.

## Laufbahn

### Dresden, bis 1950
Bei Sportfreunde 01 Dresden begann die Karriere des Nachwuchsspielers Kurt Lehmann. Bereits mit 17 Jahren kam er in der ersten Mannschaft der Schwarz-Weißen zum Einsatz. In der Saison 1933/34 feierte er mit den Sportfreunden den Aufstieg in die Gauliga Sachsen. Nach dem Zweiten Weltkrieg setzte er bei der SG Mickten seine Laufbahn fort und errang 1947 und 1948 jeweils im Bezirk bzw. Stadtliga Dresden die Meisterschaft. Zur Runde 1948/49 schloss sich der schussstarke Mittelstürmer Marke „energischer Durchreißer“ der Mannschaft von Spielertrainer Helmut Schön, der SG Friedrichstadt an. Der Nachfolger des Dresdner SC holte sich im Bezirk Dresden die Meisterschaft, scheiterte aber in der Endrunde an ZSG Union Halle. Im ersten Jahr der DDR-Oberliga, 1949/50, absolvierte der Angreifer 17 Spiele und erzielte dabei auch 17 Tore. Durch die Abschlussniederlage mit 1:5 Toren gegen ZSG Horch Zwickau landete Friedrichstadt auf dem zweiten Platz. Nach Verbandssanktionen wegen massiver Zuschauerausschreitungen wechselte Spieler-Trainer Helmut Schön mit mehreren Spielerkameraden zu Hertha BSC. Diesem Verein schloss sich auch Kurt Lehmann an, nachdem er vorübergehend bei Wacker 04 Berlin gastiert hatte.

### Hertha BSC, 1950 bis 1956
In der ersten Runde, 1950/51, kam Hertha auf den dritten Rang in der Stadtliga Berlin. Lehmann kam auf 23 Einsätze und erzielte dabei 18 Treffer. Trainer Schön wechselte nach Wiesbaden und Josef „Jupp“ Schneider wurde sein Nachfolger. Der Routinier erlebte 1953 den Abstieg in das Amateurlager, 1954 die sofortige Rückkehr in das Berliner Oberhaus, und in dieser Runde auch sechs Einsätze mit vier Toren in den Spielen um die Deutsche Amateurmeisterschaft. Nach der Runde 1955/56, unter Trainer Paul Gehlhaar hatte der 39-Jährige nochmals 21 Spiele bestritten und fünf Tore zum zehnten Rang für die Hertha beigesteuert, beendete Lehmann nach 110 Spielen in der Stadtliga Berlin mit 34 Toren seine Spielerkarriere.